# Crayon Pop
Crayon Pop (Hangul: 크레용 팝) là một nhóm nhạc nữ Hàn Quốc được thành lập bởi Chrome Entertainment vào năm 2012. Với 5 thành viên: Geummi, Ellin, Soyul, Choa, and Way.
Crayon Pop chính thức ra mắt vào tháng 7 năm 2012 với màn trình diễn "Saturday Night" trên Mnet's  M! Đếm ngược . EP đầu tiên của họ không thành công về mặt thương mại, và khi bài hát "Dancing Queen" được phát hành vào tháng 10, nhóm có rất ít cơ hội để quảng bá trên các chương trình âm nhạc. Thay vào đó, họ tổ chức các buổi biểu diễn du kích trên đường phố Seoul, điều này giúp tăng lượng người hâm mộ của họ. Crayon Pop ngày càng nổi tiếng sau khi phát hành album đơn "Bar Bar Bar" vào tháng 6 năm 2013. Trang phục sân khấu và vũ đạo độc đáo của nhóm đã thu hút sự chú ý của công chúng, và khiến ca khúc chủ đề trở thành một hit lan truyền. Cuối cùng nó đã đạt được vị trí số 1 trên K-Pop Hot 100 của  Billboard  <nowiki / >. Crayon Pop đã có thể giành được nhiều giải thưởng, bao gồm cả Giải thưởng Ngôi sao mới nổi tại Lễ trao giải Golden Disk, Giải thưởng Hot Trend tại MelOn Music Awards, và Nữ nghệ sĩ mới xuất sắc nhất tại Mnet Asian Music Awards. Nhóm đã tổ chức các buổi hòa nhạc solo ở Hàn Quốc, Nhật Bản và Đài Loan, và cũng đã biểu diễn ở các quốc gia khác bao gồm Úc và Trung Quốc. Trong suốt tháng 6 và tháng 7 năm 2014, nhóm là tiết mục mở màn cho chuyến lưu diễn hòa nhạc ArtRave: The Artpop Ball của Lady Gaga. Crayon Pop đã biểu diễn nó ở 12 thành phố trên khắp Hoa Kỳ và Canada. Sau khi xuất hiện trong chuyến lưu diễn Artpop, nhóm đã ra mắt tiểu đơn vị đầu tiên của họ vào tháng 10. Đơn vị được đặt tên là Strawberry Milk, bao gồm các thành viên song sinh Choa và Way. Vào tháng 3 năm 2015, Crayon Pop phát hành mini album thứ hai  FM , trong đó họ sử dụng trang phục lấy cảm hứng từ Super Sentai. Họ đã phát hành bài hát "RaRiRuRe" vào tháng 6 cùng năm đó, đây là lần ra mắt đầu tiên của họ tại thị trường âm nhạc Nhật Bản. Nhóm tiếp tục các hoạt động quảng bá tại Nhật Bản với đĩa đơn thứ hai "Dancing All Night" vào tháng 11. Album phòng thu tiếng Nhật đầu tiên của họ  Crayon Pop  được phát hành vào tháng 1 năm 2016, và nó đã xếp hạng # 11 trên Bảng xếp hạng Album hàng ngày của Oricon. Crayon Pop đã hợp tác với nhóm nhạc Mexico CD9 vào tháng 8, để phát hành ca khúc "Get Dumb". Vào tháng 9, Crayon Pop đã phát hành bài hát "Vroom Vroom" trước album đầu tiên của họ  Crayon Pop Evolution Pop Vol. 1 . Họ đã sớm phát hành video âm nhạc cho "Doo Doom Chit", một bài hát khác sẽ nằm trong danh sách ca khúc của album. Vào ngày 19 tháng 4 năm 2017, nhóm thông báo hợp đồng của họ với Chrome Media đã kết thúc vào tháng 3 và họ đã đi theo con đường riêng, mặc dù họ sẽ không chính thức tan rã. Vào ngày 30 tháng 5, có thông tin tiết lộ rằng Way, Choa, Geummi và Ellin sẽ tiếp tục quảng bá với cái tên Crayon Pop dưới sự quản lý của Chrome Entertainment, nhưng Soyul đã quyết định rời nhóm.

## Thành viên
| Nghệ danh | Nghệ danh | Tên thật       | Tên thật | Tên thật       | Ngày sinh        |
| Latinh    | Hangul    | Latinh         | Hangul   | Hán Việt       | Ngày sinh        |
| --------- | --------- | -------------- | -------- | -------------- | ---------------- |
| Geummi    | 금미      | Baek Bo-ram    | 백보람   | Bạch Bảo Lam   | 18 tháng 6, 1988 |
| Ellin     | 엘린      | Kim Min-young  | 김민영   | Kim Mân Anh    | 2 tháng 4, 1990  |
| ChoA      | 초아      | Heo Min-jin    | 허민진   | Hứa Mân Trân   | 12 tháng 7, 1990 |
| Way       | 웨이      | Heo Min-seon   | 허민선   | Hứa Mân Tiên   | 12 tháng 7, 1990 |
| Soyul     | 소율      | Park Hye-kyung | 박혜경   | Phác Huệ Quỳnh | 15 tháng 5, 1991 |